# Сражение за перевал Музайя
Сражение за перевал Музайя (фр. Bataille du col de Mouzaïa (1840)) — одно из сражений во время завоевания Алжира (1830-1847), произошедшее 12 мая 1840 года.
В апреле 1840 года войска эмира Абд аль-Кадира, повинуясь отданному им приказу, усилили свои атаки и блокировали некоторые французские гарнизоны. Эмир, избегая при этом серьезного боя, расположил свои силы так, чтобы иметь возможность охватить все французские завоевания обширной сетью. Губернатор Бюжо, уставший от этой малой войны, полной стычек, решил захватить Медеа и поручил руководство экспедицией герцогу Орлеанскому.
24 апреля экспедиционные силы (10 000 человек) покинули Буффарик, на следующий день стали лагерем у Гробницы Кретьена. Там они были решительно атакованы отрядами Бен-Салема и М'Барака, которые после очень оживленного боя были отброшены в ущелья Афрума. Колонна продолжила свой путь, не подвергнувшись серьезному беспокойству, и через несколько дней прибыла к перевалу Музайя.
Шесть тысяч арабов защищали проход. Гору венчали окопы, вооруженные батареями, а на самой высокой точке был построен редут. Герцог Орлеанский распределил свои силы на три колонны: первая должна была направиться к левой вершине, занять её и подать сигнал к общей атаке; вторая — подняться справа на перевал и взять арабов с тыла; третья — подойти к перевалу и атаковать с фронта.
Более семи часов французы карабкались, преодолевая все препятствия крутой и крутой местности, прежде чем прибыли к исходным позициям. Наконец, около половины первого дня герцог отправил левую колонну в атаку. Как только эта колонна начала подниматься по склонам вершины Музайя, ее с фронта и с фланга стали обстреливать арабы, но несмотря на большие потери французы захватили окопы противника. В три часа дня полковник Ламорисьер со второй колонной, действовавшей справа, последовательно вначале взял два окопа, а затем третий, оказавший наибольшее сопротивление. Затем он продолжил путь по гребню к перевалу. Наконец, третья колонна выдвинулась вперед с фронта на позицию противника. Арабская батарея стала её обстреливать, но её огонь был быстро подавлен полевой батареей французов, которые после упорного сопротивления противника заняли главный редут. Арабы были вынуждены покинуть его, и перевал был занят.
Пять дней спустя французская армия заняла Медеа. Герцог Орлеанский оставил в городе гарнизон из 2400 человек под командованием Кавеньяка и вернулся в Алжир.